# S'Express
Gli S'Express (pronunciato ess-express; a volte scritto S'Xpress o S-Express); noti anche come Victim of the Ghetto, sono stati un gruppo dance inglese, attivo nella seconda metà degli anni ottanta, che ebbe uno dei primi successi mondiali nel genere della acid house.
Theme from S'Express, che campionava Is It Love You're After di Rose Royce, fu anche uno dei primi brani basati sul campionamento e raggiunse la prima posizione sia nel Regno Unito che nella Hot Dance Club Play statunitense, facendo pure capolino nella Billboard Hot 100 alla posizione 91.

## Biografia
La figura chiave del gruppo era il disc jockey, produttore discografico nonché remixer Mark Moore. Nel 1989 il gruppo pubblicò il suo album d'esordio, Original Soundtrack, con una formazione che vedeva Mark M (Moore, ingegnere del suono), Michellé (clarinetto microfonato e voce), Mark D (tromba, rumori e boogie), Jocasta (lacca spray con effetto charleston, background vocale) e Pascal (Pascal Gabriel, ingegnere del suono). L'album consisteva in alcune versioni un po' più lunghe di "Theme" e di alcuni successi seguenti, "Superfly Guy" (UK numero 5) e "Hey Music Lover" (UK numero 6), oltre ad altri pezzi composti per l'album. La cantante Billie Ray Martin fece il suo debutto in diverse tracce dell'album.
Per la pubblicazione del secondo album, Intercourse, il gruppo si era già ridotto ad un duo, con Moore insieme ad una vocalist e DJ, Sonique. Per quanto non abbia raggiunto il successo del primo album, Intercourse produsse diversi singoli da metà classifica nel Regno Unito, specialmente "Nothing to Lose", scritta a due mani con Martin Gordon, come molte altre tracce del disco. Sonique, già DJ di successo, alla fine optò per una carriera da solista e produsse uno dei maggiori club hits dei tardi anni novanta, ("It Feels So Good"). Moore continuò a produrre diversi singoli, remix ed album, sia personali che della sua nuova band, i Needledust.
Alla vigilia del ventesimo anniversario della nascita dell'acid house, Mark Moore ha resuscitato gli S'Express, facendo uscire un brano sull'etichetta francese Kitsune record label, intitolato "Stupid Little Girls."
Mark Moore ha curato anche i remix di diversi gruppi quali Client, Soft Cell e the B-52's.

## Discografia

### Album
- 1989 Original Soundtrack  - (Rhythm King, LEFT CD8)- UK numero 5[2]
- 1991 Intercourse - (US, Sire, 9 26520-2) (UK, Rhythm King / Epic, 468567 2)
- 1998 Ultimate S'Express - (Camden / BMG, 74321 603402)
- 2004 Themes from S'Express - the Best Of - (BMG, 82876 581972)

### Singoli
| Year | Title                                     | Official Singles Chart | AUS | GER | U.S. | U.S. dance | Album               |
| ---- | ----------------------------------------- | ---------------------- | --- | --- | ---- | ---------- | ------------------- |
| 1988 | "Theme from S'Express"                    | 1                      | 11  | 2   | 91   | 1          | Original Soundtrack |
| 1988 | "Superfly Guy"                            | 5                      | 35  | 13  | -    | 2          | Original Soundtrack |
| 1989 | "Hey Music Lover"                         | 6                      | -   | 29  | -    | 6          | Original Soundtrack |
| 1989 | "Mantra for a State of Mind"              | 21                     | -   | -   | -    | -          | Intercourse         |
| 1990 | "Nothing to Lose"                         | 32                     | -   | -   | -    | 9          | Intercourse         |
| 1991 | "Find 'Em, Fool 'Em, Forget 'Em"          | 43                     | -   | -   | -    | -          | Intercourse         |
| 1992 | "Find 'Em, Fool 'Em / Let It All Out EP"  | -                      | -   | -   | -    | -          | Intercourse         |
| 1996 | "Theme from S'Express - The Return Trip"1 | 14                     | 42  | -   | -    | -          | —                   |
| 2008 | "Stupid Little Girls"2                    | -                      | -   | -   | -    | -          | —                   |

- 1 remixes di Tony De Vit, Aquarius e Carl Craig disponibili in Australia tramite la Central Station Records (distribuiti anche in Europa) ed accreditati come "Mark Moore presents S'Express".[2]
- 2 distribuito solo in vinile e per il download.